# 다이안 맥베인

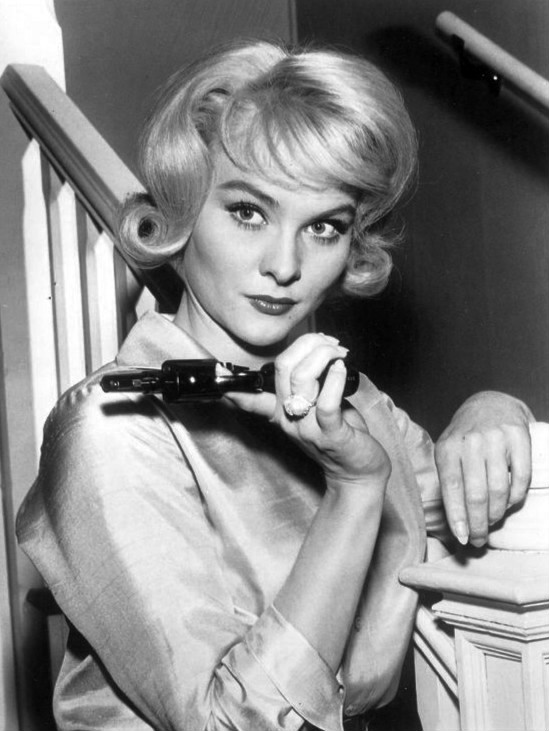
다이안 맥베인(1962년)

다이안 J. 맥베인(영어: Diane J. McBain, 1941년 5월 18일~2022년 12월 21일)은 미국의 배우이다. 그녀는 오하이오주 클리블랜드 출신이다.
2022년 12월 21일 아침 간암으로 인해 미국 캘리포니아주 로스엔젤레스에서 81세의 나이로 사망했다.

## 출연

### 영화
- 조종자 5 (1994년)
- 달라스 (1978년)
- 미녀 삼총사 - TV 시리즈 (1976년)
- 위키드, 위키드 (1973년)
- 0011 나폴레옹 솔로 - 가라데 킬러 (1967년)
- 스핀아웃 (1966년)
- 배트맨 - 66년 TV 시리즈 (1966년)
- 우리 생애 나날들 (1965년)
- 서부를 향해 달려라 (1965년)
- 첩보원 0011 (1964년)
- 케어테이커 (1963년)
- 선셋 77번가 (1958년)